# Union nationale des associations de secouristes et sauveteurs des groupes La Poste et Orange
 (août 2023).
En France, l’union nationale des associations de secouristes et sauveteurs (UNASS), précédemment appelé l'« Union nationale des associations de secouristes et sauveteurs des groupes La Poste et Orange » , est une association loi de 1901. Elle a été créée en 1966 par des salariés travaillant au sein des PTT. Son activité continue à regrouper des agents de La Poste ou de France Télécom (devenu par la suite Orange), depuis la création de ces sociétés survenue à la suite de la scission des PTT.

## Historique
1966 : C'est à Lyon qu'Émile Rouvière, président fondateur, créa la toute première association de secourisme au sein de ce qui était alors l'administration des PTT. 
il affirma : "le premier geste social est de sauver la vie” 
1967 : Le 6 janvier est marqué par l'acceptation de l'association (Aujourd'hui Unass rhône-loire-ain) par le préfet du Rhône.
1970 : De nouvelles associations départementales se sont formées. Un besoin de fédérer les associations voit le jour, afin d'obtenir une reconnaissance nationale des pouvoirs publics et de pouvoir impulser une dynamique collective. Cela conduit à la création d’une union nationale, sous le nom actuel de UNASS.
1971 : Près d’une vingtaine d’associations départementales sont créées, sur tout le territoire métropolitain.
1984 : Tous les départements sont couverts par une association, y compris l’Outre-mer.
2020 : Durant la pandémie du coronavirus, les bénévoles de l'UNASS ont participé aux missions de dépistages et de vaccinations contre le COVID-19.
2021· L’UNASS est certifiée Qualiopi sur les formations.

### Logos de L'UNASS
| Premier Logo de l'UNASS (1966)        | Second Logo de L'UNASS (1966-1976)  | Troisième logo de L'UNASS (1976-1986) | Quatrième logo de L'UNASS (1986-1991) |
| Cinquième logo de L'UNASS (1991-2000) | Sixième logo de L'UNASS (2000-2006) |                                       |                                       |

### Slogans de l'UNASS
Entre 1966 et 1976 : "Le 1er geste social est de sauver la vie"
Entre 1976 et 1986 : "Secouriste, pour gagner le temps de survivre"
Entre 1986 et 1991 : "Aider à survivre"
Entre 1991 et 2000 : "Formation, compétences, solidarité"
Entre 2000 et 2006 : "Notre mission : vous apprendre à sauver"
Depuis 2023 : "Derrière chaque citoyen, un sauveteur"

## Présentation
L'union nationale des associations de secouristes et sauveteurs (UNASS) est présente sur tout le territoire à travers 55 associations départementales. Elles regroupent aujourd'hui 3000 secouristes et plus de 420 formateurs
L’UNASS bénéficie depuis 2007 d’un agrément pour les missions de sécurité civile, délivré par le Ministère de l’Intérieur. Cet agrément autorise près d’une trentaine d’associations territoriales à assurer des missions de :
- Type A : opérations de secours - apporter un concours aux services de secours publics, dans le cadre de besoins spécifiques ou des circonstances exceptionnelles, impliquant, par exemple, la mise en place d'un dispositif de secours d'une ampleur ou d'une nature particulières ou le déclenchement d'un plan ORSEC[4] ;
- Type B : soutien des populations sinistrées - répondre à l’appel des préfectures de mobilisation pour faire face aux détresses engendrées en situation de crise. Prendre en charge, assister et assurer la sauvegarde des populations sinistrées[5] ;
- Type C : encadrement des bénévoles pour les actions de soutien aux populations - aider les autorités communales et préfectorales et leurs services publics à coordonner et gérer l’action des bénévoles et des membres des réserves communales de sécurité civile dans le cadre des actions de soutien aux populations sinistrées[6] ;
- Type D : dispositifs prévisionnels de secours (DPS) – assurer les secours à personnes dans le cadre de dispositifs de secours visant à couvrir les risques lors de manifestations ou rassemblements de personnes[7],[8].

## Domaines d'action
L'UNASS se regroupe autour de deux domaines d’action :
- la formation aux premiers secours ;
- les postes de secours ;

### Formation
L'UNASS forme ses membres, les professionnels, et le grand public aux différentes formations de secourisme.
Formations accessibles aux grand public :
- Les gestes qui sauvent (GQS)
- Les gestes qui sauvent en réalité virtuelle (GQS)
- Initiation aux premiers secours enfants
- Initiation aux premiers secours adulte
- Prévention Secours civique de niveau 1 (PSC1)
- Premier Secours Canins Félins
- Formateur Secours Canins Félins
- Aider sans cabosser
- Gestes et postures
- Mettre en œuvre la chaine de secours
- Premier Secours en Équipe de Niveau 1 (PSE1)
- Premier Secours en Équipe de Niveau 2 (PSE2)
- Devenir Chef d'Équipe
- Pédagogie Initiale commune de Formateur (PIC)
- Formateur PSC
- Formateur SST
- Initiateur GQS
- Formateur PS

Formations destinées aux professionnels :
- Équipier de Première intervention (EPI)
- Utiliser un extincteur
- Assurer les missions de guide serre-file ou guide-file
- Sauveteur Secouriste du Travail (SST)[10],[11]
- Maintenir et actualiser les compétences SST (MAC SST)
- Acteur Prévention Secours de l'Aide et du soin à Domicile (APS ASD)
- Maintenir et actualiser compétence APS ASD (MAC APS)

### Secourisme
Les postes de secours préventifs, ou « dispositifs prévisionnels de secours » (DPS), sont destinés à être mis en place lors des manifestations sportives, culturelles, festives, etc. Suivant la manifestation, différentes configurations de postes de secours peuvent avoir lieu, :
1. point d’alerte et de premiers secours (PAPS), composé de deux secouristes ;
2. dispositifs prévisionnels de secours de petite envergure (DPS-PE), composé de quatre à douze secouristes et dirigé par un chef de poste ;
3. dispositifs prévisionnels de secours de moyenne envergure (DPS-ME), composé de treize à trente-six secouristes et dirigé par un chef de section ;
4. dispositifs prévisionnels de secours de grande envergure (DPS-GE), composé de trente-sept secouristes et plus et dirigé par un chef de dispositif.

### Postes Marquants
L’association de par ses agréments ainsi que de son envergure nationale, a pu participer à de nombreux postes de secours de grande envergure :
- Jeux olympiques et paralympiques (Paris, Lyon et Nantes ; 2024)
- Coupe du Monde de Rugby (2007)
- Coupe d'Europe de football (2016)
- 24h du Mans
- Grand prix Moto de France
- Les Feria
- Prides
- Festival :
  - Lollapalooza
  - Château Perché
  - Inversion Festival
  - Download Festival
- Rallye: 
  - Rallye Morzine Mont Blanc (2011)
  - Rallye National des bornes (2012)
- Concert:
  - Johnny Hallyday (Nantes)
  - Rolling Stones (Lyon 2022)
  - Indochine (Lyon 2013, 2014, 2018, 2022)
  - Les Enfoirés[14]
  - Celine Dion (Lyon 2017)
  - Ed Sheeran (Lyon 2019)
  - Rihanna (Lyon 2011, 2016)
  - David Guetta (Lyon 2012, 2016)

## Moyens

### Véhicules
- Si vous ne connaissez pas le sujet, laissez ce bandeau (vous pouvez alors contacter les auteurs).
- Si vous supprimez le contenu mis en cause (vous pouvez préalablement contacter les auteurs),

argumentez précisément cette suppression dans la page de discussion
(un manque de référence n'est pas un argument ; une recherche réelle de référence doit avoir été effectuée, être formellement documentée).
Les véhicules de l'UNASS, sont des véhicules d'urgence équipés de gyrophares bleus et de "sirènes" deux-tons (Type Sapeurs Pompiers ou type SMUR).
En 2022, l'UNASS possédait 112 véhicules, dont 47 véhicules de premiers secours à personnes (VPSP) et 2 véhicules de Liaison et de Commandement.

### Tenues
En 1976, la tenue est composée d'une veste aux couleurs du logo de l'époque. Le bas de celle-ci est bleu, les épaules et les omoplates sont en jaune. Le pantalon est quant à lui foncé, noir ou marron.
En 1986, la tenue est changée pour devenir une combinaison rouge. On y retrouve au dos l'inscription "Secouriste", ainsi que le logo de l'époque sur le côté gauche du torse.
Depuis 2006, la tenue se compose d'une veste ainsi que d'un pantalon rouge et jaune fluorescent.
En 2012, les vêtements se conforment à la norme européenne NF EN 471 pour devenir des vêtements à haute visibilité.
|  |  |  |

### Matériels de secours
- Sac de premiers secours : contient tout le matériel nécessaire pour réaliser un bilan, et pour faire face aussi bien aux petites blessures qu’aux urgences vitales.
- Sac oxygénothérapie : contient une bouteille de 5 litres d’oxygène et des masques adaptés pour les adultes et les enfants.
- Matériels d’immobilisation : attelle à dépression, matelas immobilisateur à dépression, ceinture pelvienne, collier cervical, attelle cervico-thoracique.
- Matériels de transport et de relevage : brancard souple, plan dur, brancard cuillère, chaise, snogg.
- Matériels divers : défibrillateur, tentes, radio.